# بنو یعفر (یمن)
 بنو یعفر  نام دهستانی در (عزلهٔ کسمه) و أعمال ریمه، از توابع استان مَحویت در کشور یمن در شبه جزیره عربستان است. 

## جمعیت
جمعیت آن ( ۵۱۰ ) نفر (۱۶ خانوار) می‌باشد. 
ساکنان این دهستان چهار قبیلهٔ یمانی تشکیل می‌دهند:
- قبیلهٔ یعفر بن شاور.
- قبیلهٔ حجور بن اسلم.
- قبیلهٔ علیان بن زیر بن غرب.
- قبیلهٔ جشم بن حاشد.

## منبع
- المقحفی، ابراهیم، احمد ، (مُعجَم المُدُن وَالقَبائِل الیَمَنِیَة) ، منشورات دار الحکمة، صنعاء، چاپ پنجم، وانتشار سال ۱۹۸۵ میلادی به (عربی).